# Joseph-René Bellot
Pour les articles homonymes, voir Bellot.

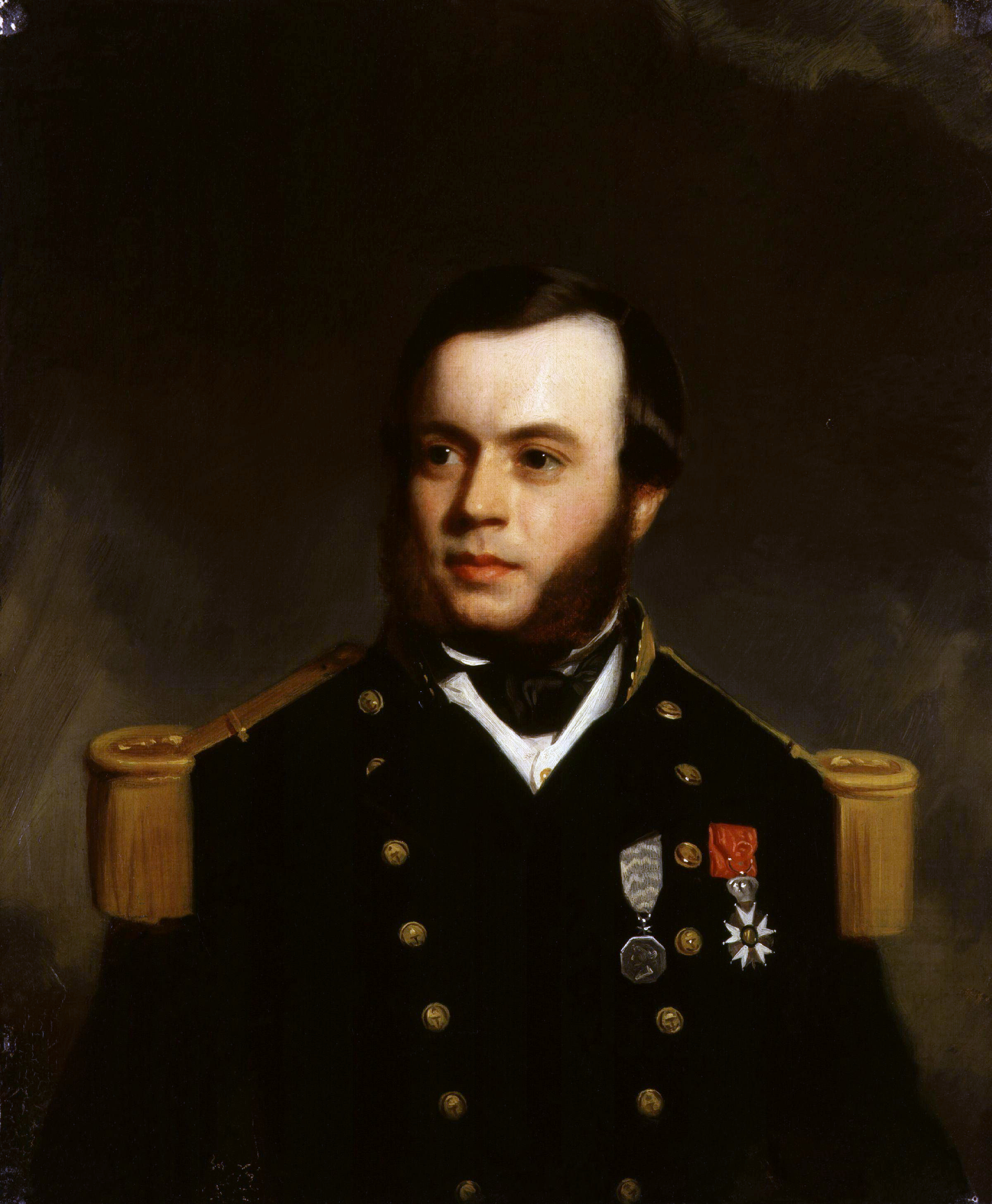
Stephen Pearce, Joseph René Bellot (1851), Londres, National Portrait Gallery.

Joseph-René Bellot est un officier de marine et un explorateur français, né le 18 mars 1826 à Paris, et mort le 18 août 1853 près de l'île Devon, dans l'archipel arctique canadien, aujourd'hui au Nunavut (Canada).

## Biographie

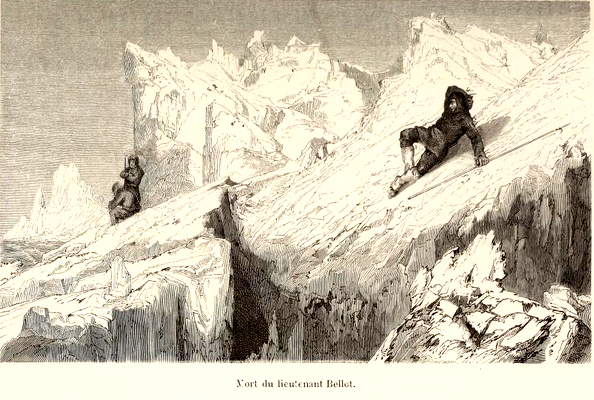
Durand-Brager, Mort du Lieutenant Bellot

Fils d'un maréchal-ferrant, Joseph-René Bellot vint à Rochefort en 1831 avec sa famille. Il fréquenta le collège communal de Rochefort, puis, grâce à une aide de la ville, l'École navale à Brest, où il entra à 15 ans. Il en sortit parmi les premiers et fut aspirant sur le Suffren puis sur le Friedland.
En 1844, il partit sur la corvette le Berceau pour Madagascar et l'île Bourbon. Il se distingua par son courage au cours de l'expédition franco-britannique de Madagascar en 1845 et fut décoré de la Légion d'honneur. Il passa ensuite sur la frégate la Belle-Poule avant de revenir en France le 1er novembre 1847.
Il embarqua comme aspirant sur la Pandora, puis le 23 juillet 1848, sur la corvette la Triomphante pour l'Amérique du Sud, prenant part à une autre expédition franco-britannique destinée à ouvrir le Rio Paraná au commerce. Il revint à Rochefort en août 1850.
En 1851, il fut autorisé par ses supérieurs à participer à une expédition arctique britannique, qui allait tenter de retrouver sir John Franklin, disparu dans l'archipel arctique canadien en 1847, alors qu'il était parti à la recherche du passage du Nord-Ouest. Le Prince-Albert à bord duquel avait embarqué Bellot était financé par Lady Franklin et commandé par le capitaine William Kennedy.
Le Prince-Albert fut pris dans les glaces pendant onze mois, de septembre 1851 à août 1852, dans la baie de Batty, sur la côte orientale de l'île Somerset. Au cours de ce long hivernage, Bellot et le capitaine Kennedy effectuèrent une exploration de 1 800 km à l'aide d'un traîneau tiré par des chiens autour des îles Somerset et du Prince-de-Galles. Le Prince-Albert put regagner l'Angleterre à l'automne 1852 sans rapporter d'informations sur le sort de Franklin. Mais Bellot, qui s'était remarquablement intégré à un équipage entièrement composé de puritains écossais, fut admiré et loué pour son courage, son dévouement, sa simplicité et son intelligence.
À Paris, le ministre de la Marine, Ducos, le nomma lieutenant de vaisseau. Bellot repartit en mai 1853 à bord du Phénix, commandé par le capitaine Edward Inglefield, toujours à la recherche de Franklin. Il arriva en août dans le détroit de Barrow. Avec deux membres de l'équipage, il tentait de rejoindre à pied sur la glace sir Edward Belcher, quand il disparut entre deux blocs de glace, dans le canal de Wellington, le 18 août 1853.

## Honneurs posthumes
Un mémorial en pierre fut érigé sur l'île voisine de Beechey. L'empereur Napoléon III accorda une pension à sa famille.
En Angleterre, 2 000 livres furent rassemblées pour élever un obélisque à sa mémoire au bord de la Tamise ('Bellot Memorial'), à Greenwich (Londres), où se trouve également une rue Bellot.
Au cours de l'expédition du Prince-Albert (1851-1852), le capitaine Kennedy avait donné le nom de Bellot :
- au cap Bellot, situé au nord de l'île Prince-de-Galles. Coordonnées : 73° 54′ 54″ N, 97° 45′ 05″ O ;
- au détroit de Bellot, entre la péninsule Boothia et l'île Somerset. Coordonnées : 71° 59′ N, 94° 50′ O.

L'île Bellot en face de Fort Conger a été nommée en son honneur.
En 1935, un cratère de la Lune fut baptisé cratère Bellot en son honneur.
Une rue de Paris porte son nom.
Un bassin du Grand port maritime du Havre porte le nom de Bellot.
Un quai du port de Rochefort porte son nom.
Le Bellot, est un navire d’expédition de la série Ponant Explorers pour la compagnie Ponant lancé en 2020.

## Publications
Joseph-René Bellot rédigea un journal au cours de l'expédition de 1851-1852 à bord du Prince-Albert. La fin du voyage manque. Ce journal, remarquablement rédigé et d'un grand intérêt scientifique, connut plusieurs éditions après la mort de Bellot : 
- Journal d'un voyage aux mers polaires exécuté a la recherche de Sir John Franklin, en 1851 et 1852. précédé d'une notice sur la vie et les travaux de l'auteur par M. Julien Lemer, Paris, Perrotin, 1854 ;
- Journal d'un voyage aux mers polaires à la recherche de Sir John Franklin. Avec une introduction par M. Paul Boiteau et accompagné d'une carte des régions arctiques et d'un portrait gravé sur acier, Paris, Perrotin, 1866 ;
- Memoirs of Lieutenant Joseph Rene Bellot, ... With His Journal of a Voyage in the Polar Seas, in Search of Sir John Franklin, en deux volumes, Londres, Hurst and Blackett, 1855 ;
- Journal d'un voyage aux mers polaires à la recherche de sir John Franklin, Paris, Garnier, 1875 ;
- Memoirs of Lieutenant Joseph Rene Bellot: With His Journal of a Voyage in the Polar Seas, in Search of Sir John Franklin, Kessinger Publishing, 2007  (ISBN 1-4326-7747-0) ;
- Journal d'un voyage aux mers polaires. Expédition du Prince-Albert 1851-1852, La Rochelle, Éd. La Découvrance, 2007  (ISBN 978-2-84265-543-3).
- Le manuscrit de Magerøya ou le Tombeau des quatre ours. Bruno Baverel. (Roman). Les Indes Savantes, 2024.  (ISBN 978-2-84654-660-7)

## Divers

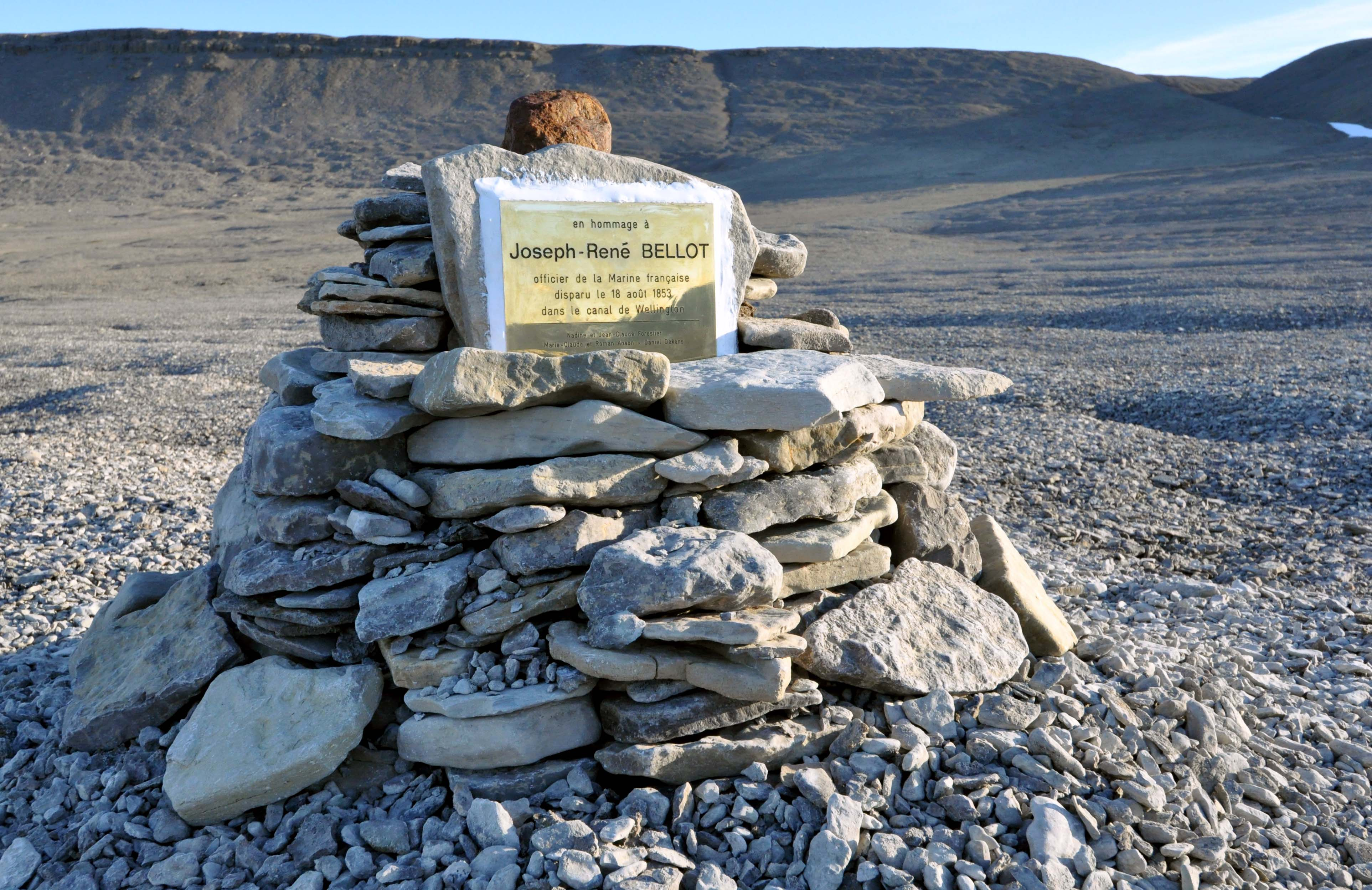
Cairn en hommage à Joseph-René Bellot, île Beechey, août 2012.

Jules Verne publia en 1855 la nouvelle « Un hivernage dans les glaces » dans le Musée des familles. Cette nouvelle paraît directement inspirée du Journal de Bellot, jusque dans le thème de la recherche d’un homme disparu en mer, dans un milieu extrême. Beaucoup d’ingrédients du Journal de Bellot furent également utilisés par Jules Verne dans Les Aventures du capitaine Hatteras, dont une première version parut en 1864. Ce roman évoque même la mort de Bellot, un des personnages, le maître d’équipage Johnson, étant censé avoir embarqué sur le Phénix à bord duquel se trouvait Bellot.
En 1862, un comité présidé par le maire de Rochefort, Eugène Roy-Bry, fut créé pour l’édification d’un mémorial à la gloire de Joseph René Bellot. Une souscription publique ainsi qu’une aide franc-maçonnique, permirent d’ériger dans le cimetière municipal de Rochefort, un magistral mausolée à la gloire du héros des pôles. L’architecte Bourgeat dessina un cénotaphe puis en confia la sculpture à Théobald-Joseph Sporrer, ancien élève du maître François Rude. Le gisant de Joseph-René Bellot repose sur un lit de glace, veillé par quatre ours polaires portant la charge d’un canot retourné.
Le 9 août 2012, Nadine et Jean-Claude Forestier, accompagnés de Marie-Claude et Roman Anson et de Daniel Dekens, élèvent un cairn sur l’île Beechey, et y déposent une plaque de cuivre à la mémoire de Bellot.

## Iconographie
- Armand Félix Marie Jobbé-Duval, Portait du lieutenant de vaisseau Joseph-René Bellot perdu dans les mers polaires à la recherche de Franklin, 1855, huile sur toile, Rochefort-sur-Mer, Corderie royale[4].